# Les Orphelins de Mickey
Pour plus de détails, voir Fiche technique et Distribution.
Les Orphelins de Mickey (Mickey's Orphans) est un dessin animé de Noël de Mickey Mouse produit par Walt Disney pour Columbia Pictures et sorti le 9 décembre 1931.

## Synopsis
Un 25 décembre, Mickey et Minnie entament des chants de Noël. Ils sont stoppés par un inconnu qui a déposé un panier au pied de la porte d'entrée. Le panier contient une myriade de chatons qui, une fois entrés, investissent la maison. Comme c'est Noël, Mickey revêt un costume de père Noël tandis que Pluto est déguisé en rêne. Ils offrent des cadeaux aux chatons. Ces derniers forment alors une fanfare jouant d'instruments de cuisine, d'outils et autres objets de maison. Mais d'autres chats sont plus facétieux. L'un d'eux utilise son nouveau train à vapeur miniature pour « réchauffer » le pantalon de Mickey, ensuite sauvé par deux chatons sur un camion de pompier.
Mickey dévoile alors l'arbre de Noël, rapidement dépouillé par la horde de chatons.

## Fiche technique
- Titre original : Mickey's Orphans
- Autres titres[1] :
  - France : Les Orphelins de Mickey
  - Suède : Musse Pigg har kalas
- Série : Mickey Mouse
- Réalisateur : Burt Gillett
- Animateur : David Hand
- Voix : Walt Disney (Mickey), Marcellite Garner (Minnie)
- Producteur : Walt Disney, John Sutherland
- Distributeur : Columbia Pictures
- Date de sortie : 9 décembre 1931[2]
- Format d'image : Noir et Blanc
- Son : Mono
- Durée : 7 min
- Langue : (en)
- Pays :  États-Unis

## Commentaires
Ce court métrage est le premier où Mickey fête Noël. Ce sera le premier fait d'une longue association entre Mickey et la période de Noël.